# East Sydney, New South Wales

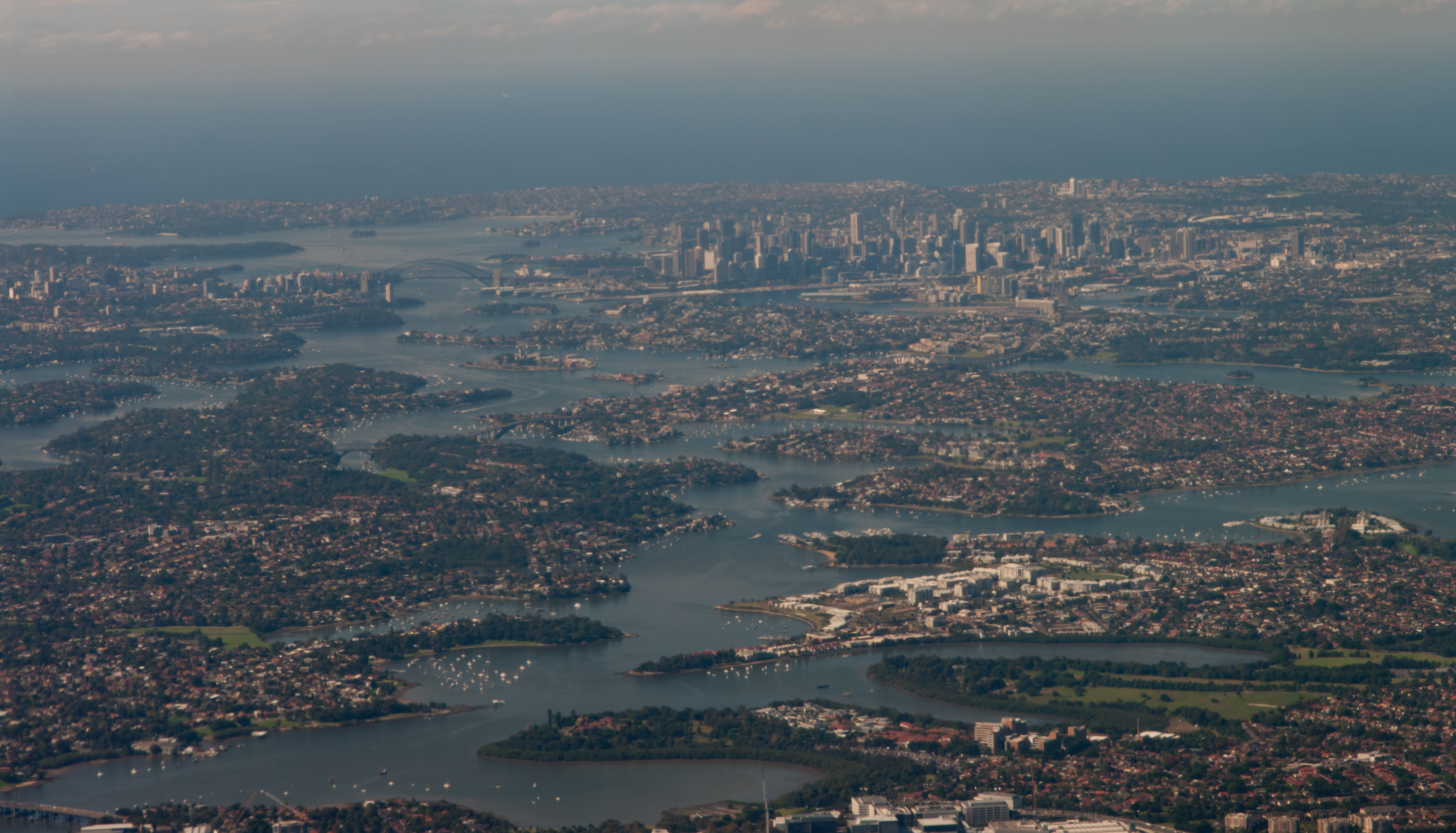
Sydney văzut din aer, spre est

East Sydney este o suburbie în Sydney, Australia.